# Рауф Денкташ
Рауф Денкташ (тур. Rauf Denktaş; Пафос, 27. јануар 1924 — Никозија, 13. јануар 2012) био је турски политичар. Био је први председник самопроглашене Турске Републике Северни Кипар од 14. новембра 1983. до 24. априла 2005. године. Сем политичком каријером Денкташ се бавио и писањем.